# Замалек (футбольный клуб)
«Зама́лек» (араб. نادي الزمالك‎) — египетский футбольный клуб из Каира. Выступает в чемпионате Египта. Основан в 1911 году. Домашние матчи проводит на Международном стадионе Каира, вмещающем 74 100 зрителей.

## История
«Замалек» является одним из сильнейших клубов Африки за всю историю, уступая по количеству выигранных в Лиге чемпионов КАФ титулов только своим извечным соперникам — клубу «Аль-Ахли», на счету которого шесть побед против пяти у «Белых Рыцарей». На внутренней арене перевес также на счету «Красных дьяволов» (прозвище «Аль-Ахли»), причём существенный: 37 выигранных чемпионств против 12 у «Замалека».

## Достижения

### Местные
- Чемпион Египта (14): 1959/60, 1963/64, 1964/65, 1977/78, 1983/84, 1987/88, 1991/92, 1992/93, 2000/01, 2002/03, 2003/04, 2014/15, 2020/21, 2021/22

- Обладатель Кубка Египта (29): 1922, 1932, 1935, 1938, 1941, 1943[1], 1944, 1952, 1955, 1957, 1958[1], 1959, 1960, 1962, 1975, 1977, 1979, 1988, 1999, 2002, 2008, 2013, 2014, 2015, 2016, 2018, 2019, 2021, 2025

- Обладатель Суперкубка Египта (4): 2001, 2002, 2017, 2020

- Чемпион Каира (15): 1924, 1926, 1930, 1933, 1939, 1940, 1941, 1944, 1945, 1946, 1947, 1949, 1951, 1952, 1953

### Международные
- Лига чемпионов КАФ (5)
  - Победитель: 1984, 1986, 1993, 1996, 2002

- Кубок обладателей Кубков КАФ (1)
  - Победитель: 2000

- Суперкубок КАФ (5)
  - Победитель: 1994, 1997, 2003, 2020, 2024

- Клубный чемпионат Азии и Африки (2)
  - Победитель: 1987, 1997